# Грейсон (Джорджія)
Грейсон (англ. Grayson) — місто (англ. city) в США, в окрузі Гвіннетт штату Джорджія. Населення — 4730 осіб (2020).

## Географія
Грейсон розташований за координатами 33°53′26″ пн. ш. 83°57′24″ зх. д. / 33.89056° пн. ш. 83.95667° зх. д. (33.890694, -83.956743). За даними Бюро перепису населення США в 2010 році місто мало площу 6,55 км², з яких 6,40 км² — суходіл та 0,15 км² — водойми.

## Демографія
Згідно з переписом 2010 року, у місті мешкало 2666 осіб у 901 домогосподарстві у складі 765 родин. Густота населення становила 407 осіб/км². Було 967 помешкань (148/км²).
Расовий склад населення:
| - 62,8 % — білих - 23,8 % — чорних або афроамериканців - 9,0 % — азіатів - 0,4 % — корінних американців - 1,8 % — осіб інших рас |

До двох чи більше рас належало 2,2 %. Частка іспаномовних становила 4,8 % від усіх жителів.
За віковим діапазоном населення розподілялося таким чином: 27,7 % — особи молодші 18 років, 61,8 % — особи у віці 18—64 років, 10,5 % — особи у віці 65 років та старші. Медіана віку мешканця становила 39,8 року. На 100 осіб жіночої статі у місті припадало 93,9 чоловіків; на 100 жінок у віці від 18 років та старших — 89,0 чоловіків також старших 18 років.
Середній дохід на одне домашнє господарство становив 100 097 доларів США (медіана — 96 667), а середній дохід на одну сім'ю — 107 256 доларів (медіана — 100 125). Медіана доходів становила 51 364 долари для чоловіків та 45 950 доларів для жінок. За межею бідності перебувало 9,2 % осіб, у тому числі 19,8 % дітей у віці до 18 років та 5,5 % осіб у віці 65 років та старших.
Цивільне працевлаштоване населення становило 1413 особи. Основні галузі зайнятості: освіта, охорона здоров'я та соціальна допомога — 25,7 %, виробництво — 11,9 %, роздрібна торгівля — 11,3 %, мистецтво, розваги та відпочинок — 11,3 %.